# Борис и Глеб
Бори́с и Глеб (в крещении Рома́н и Дави́д; убиты в 1015 году) — русские князья, сыновья киевского великого князя Владимира Святославича. В междоусобной борьбе, вспыхнувшей в 1015 году после смерти их отца, были, по официальной версии, убиты своим старшим братом Святополком, который позднее получил от историографов прозвище «Окаянный». Борис и Глеб стали первыми русскими святыми, их канонизировали в лике мучеников-страстотерпцев, сделав их покровителями Русской земли и «небесными помощниками» русских князей.
Истории Бориса и Глеба посвящены одни из первых памятников древнерусской литературы: «Сказание» Иакова Черноризца и «Чтение» Нестора Летописца. В честь братьев было построено множество храмов и монастырей.

## Биографии

### Происхождение
Согласно древнейшему свидетельству — «Сказанию о Борисе и Глебе» XI века — оба брата были от одной из жён Владимира, «болгарыни». В летописных сборниках с XVI века существовала традиция возводить Бориса и Глеба по родству к византийской царевне Анне. В дальнейшем одна часть историков — Василий Татищев, Сергей Соловьёв, Анджей Поппэ и другие — приняла эту традицию. Однако такое сближение критикуется некоторыми исследователями (например, А. П. Толочко и С. М. Михеевым). Другая часть историков (например, Леонтий Войтович, Евгений Пчелов) остановилась на том, что они были сыновьями неизвестной «болгарыни», возможно, из волжских болгар.

### Жизнеописание

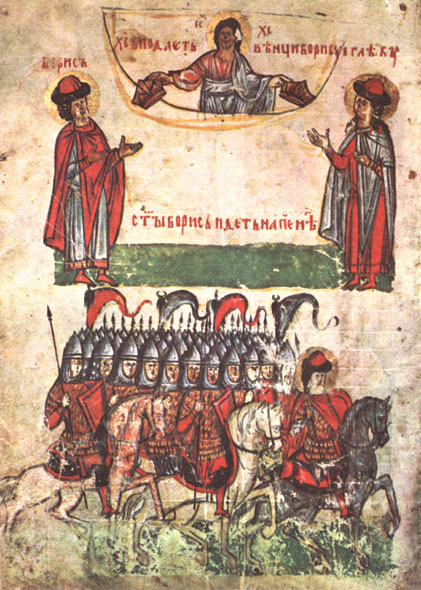
«Сказание о Борисе и Глебе»
(лицевые миниатюры из Сильвестровского сборника XIV века) 1. Борис и Глеб удостаиваются Иисусом Христом мученических венцов
2. Борис идёт на печенегов

Братья Борис и Глеб были младшими единокровными братьями Святополка Окаянного и Ярослава Мудрого, сыновьями киевского князя Владимира Святославича и его жены — византийской царевны Анны из Македонской династии, которая была единственной сестрой правящего императора Византии Василия II Болгаробойцы (976—1025) и внучкой императора Константина VII Багрянородного. Источники разделяют имена братьев: Борис и Глеб — имена, полученные при рождении, Роман и Давид — при крещении. Однако имя Борис к тому времени уже перестало быть языческим и могло использоваться для наречения при крещении (в X веке уже был канонизирован князь Борис I, крестивший Болгарию). Около 987—989 гг. Борис получил от отца Ростов, а Глеб — Муром.

### Гибель братьев
Оба брата, согласно общепринятой версии, были убиты Святополком Окаянным во время борьбы за власть.
Когда увидел дьявол, исконный враг всего доброго в людях, что святой Борис всю надежду свою возложил на Бога, то стал строить козни и, как в древние времена Каина, замышлявшего братоубийство, уловил Святополка. Угадал он помыслы Святополка, поистине второго Каина: ведь хотел перебить он всех наследников отца своего, чтобы одному захватить всю власть.Сказание о Борисе и Глебе

#### Убийство Бориса

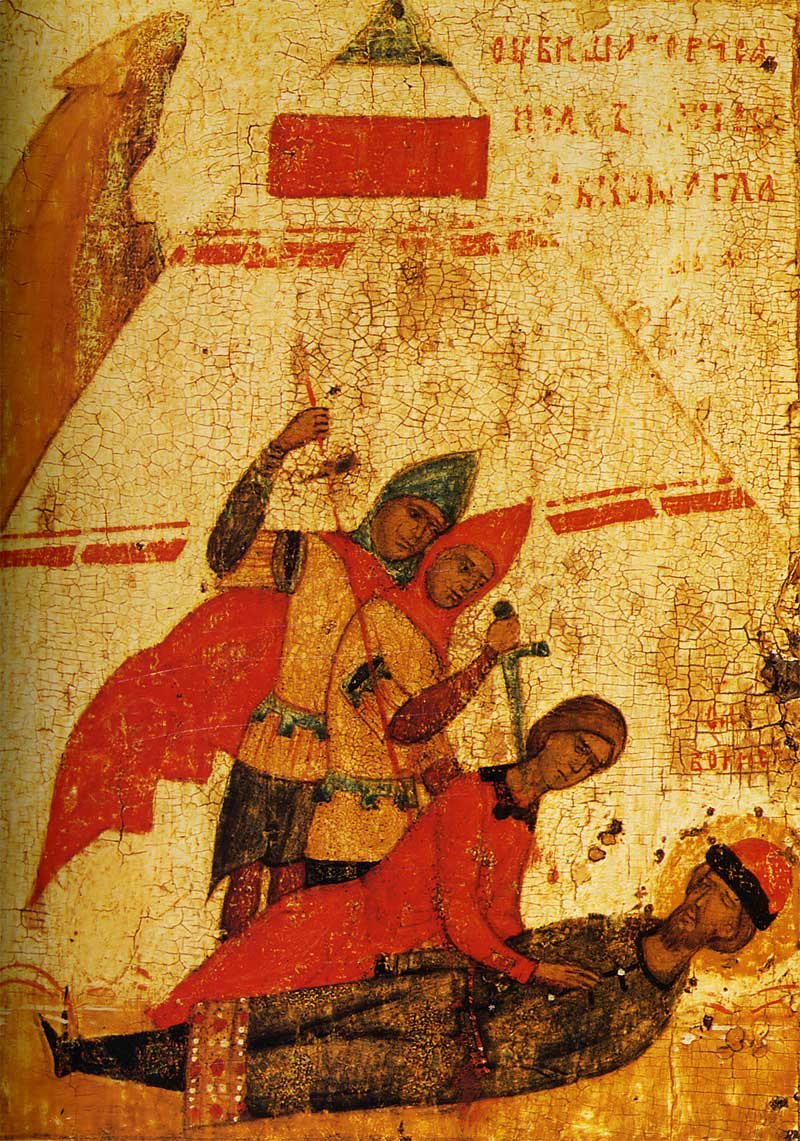

Каноническая версия, известная как из летописного материала, так и по древнерусским агиографическим сказаниям, рассказывает множество подробностей о гибели братьев. В 1015 году заболел отец братьев — великий князь Владимир Святославич, и Борис был призван в Киев. Вскоре по его прибытии стало известно о вторжении печенегов, и отец послал его с дружиною для отражения их набегов. Борис нигде не встретил печенегов и, возвращаясь обратно, остановился на реке Альте. Здесь он узнал о смерти отца и о занятии великокняжеского стола единокровным братом Святополком. Дружина предложила идти на Киев и овладеть престолом, но Борис не хотел нарушать святости родовых отношений и с негодованием отверг это предложение, вследствие чего дружинники отца покинули его, и он остался с одними своими отроками.
Между тем Святополк, который, извещая Бориса о смерти отца, предлагал быть с ним в любви и увеличить его удел, на самом деле хотел устранить потенциальных претендентов на обладание княжеством, убив сыновей Владимира. (Сам он должен считаться сыном Ярополка: его мать была беременна в тот момент, когда Владимир отнял её у своего брата, — поэтому Святополка называют то сыном Владимира, то племянником). Святополк отправил Путшу и вышегородских бояр с поручением убить брата — так как симпатии к Борису народа и дружины делали его опасным соперником. Путша с товарищами пришёл на Альту, к шатру Бориса, ночью на 24 июля; услыхав пение псалмов, доносившееся из шатра, Путша решился дождаться, пока Борис ляжет спать. Как только тот, вдвойне опечаленный смертью отца и слухами о злодейском намерении брата, окончил молитву и лёг спать, ворвались убийцы и копьями пронзили Бориса и его слугу венгра Георгия, пытавшегося защитить господина собственным телом.
Ещё дышавшего Бориса убийцы завернули в шатёрное полотно и повезли. Святополк, узнав, что тот ещё жив, послал двух варягов прикончить его, что они и сделали, поразив его мечом в сердце. Тело Бориса тайно было привезено в Вышгород и там погребено у церкви Святого Василия. Борису было около 25 лет.

#### Убийство Глеба

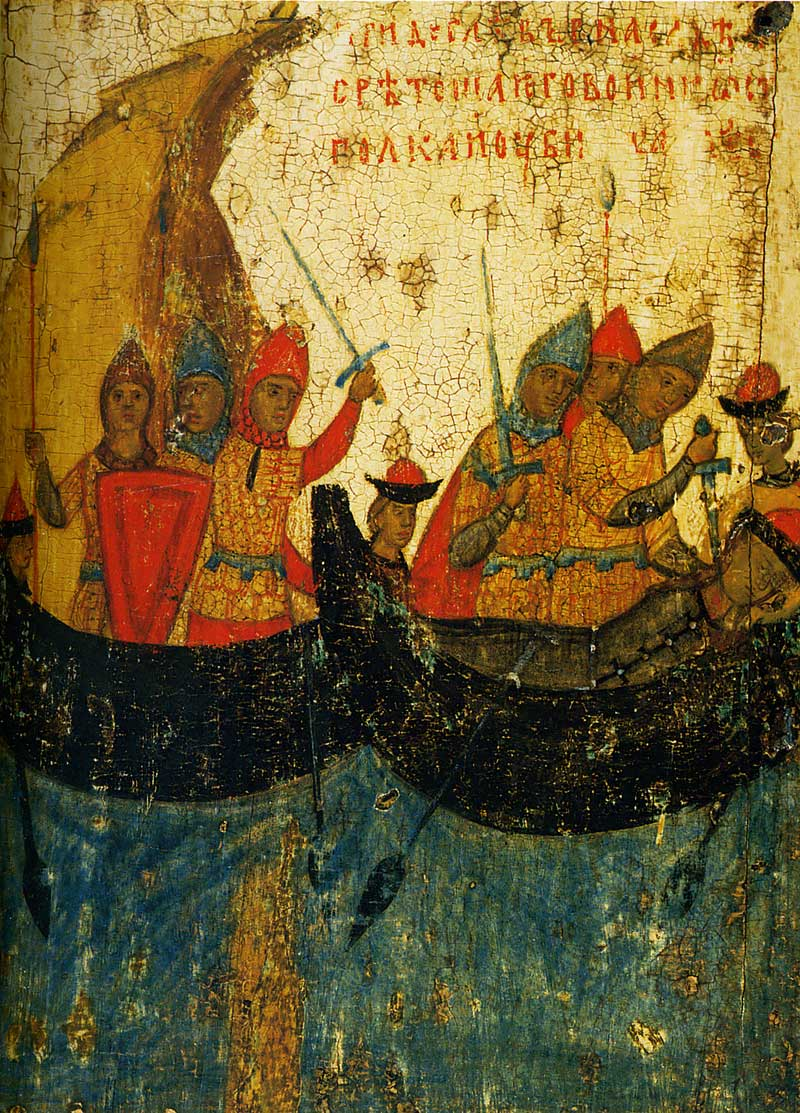

После убийства Бориса Святополк позвал в Киев Глеба, опасаясь, что тот, будучи полнородным (не только единокровным, но и единоутробным) братом убитого Бориса, может стать мстителем. Когда Глеб остановился возле Смоленска, он получил от четвёртого брата — Ярослава — известие о смерти отца, о занятии Киева Святополком, об убийстве им Бориса и о намерении убить и его, Глеба; при этом Ярослав советовал ему не ездить в Киев.
Как гласит житие, когда юный князь со слезами молился об отце и брате, явились посланные к нему Святополком и проявили явное намерение убить его. Сопровождавшие Глеба отроки, по известиям летописей, приуныли, а по житиям святого князя им запрещено было употреблять в защиту его оружие. Горясер, стоявший во главе посланных Святополком, приказал зарезать князя его же повару, родом торчину. Убийство Глеба произошло 5 сентября 1015 года. Тело Глеба убийцы погребли «на пусте месте, на брези межи двемя колодами» (то есть в простом гробу, состоящем из двух выдолбленных брёвен). Е. Е. Голубинский указал, что речь идёт о погребении тела непосредственно на месте убийства на берегу Днепра вниз от Смоленска в пяти верстах от города.
В 1019 году, когда Ярослав занял Киев, по его приказу тело Глеба было отыскано, привезено в Вышгород и погребено вместе с телом Бориса у церкви Святого Василия.

## Дискуссия о достоверности общепринятой версии
Существует версия, согласно которой в смерти Бориса и Глеба на самом деле виноват не Святополк Окаянный, а Ярослав Мудрый, позже замаскировавший своё участие. Эта версия опирается главным образом на скандинавскую «Сагу об Эймунде», написанную в конце XIII века («Эймундова прядь»). Согласно этой саге, норвежский конунг Эймунд вместе с дружиной был нанят Ярицлейвом (Ярославом Мудрым). В саге рассказывается, как Ярицлейв сражается с конунгом Бурицлавом, которого лишает жизни Эймунд после согласия на это Ярицлейва. В образе Бурицлава принято считать Святополка Окаянного. Согласно другой гипотезе, под именем Бурицлав в саге скрывается Борис. Также есть мнение, что сам Эймунд — вымышленный персонаж.
Некоторые исследователи на основании «Саги об Эймунде» поддержали гипотезу, что смерть Бориса — «дело рук» варягов, присланных Ярославом Мудрым в 1017 году, хотя Борис и Глеб добровольно признали старшинство Стятополка и его право на киевский престол. Эта гипотеза имеет как сторонников, так и противников. По мнению историка Войтовича Л. В., такая версия построена на очень зыбких аргументах, не учитывающих христианский менталитет элиты XI века. Он считал, что авторы версии атеисты и Ярослав или его сыновья не рискнули бы добиваться почти немедленной канонизации Бориса, будь Ярослав его убийцей, также сыновьям Ярослава не было бы смысла поднимать этот вопрос, если их отец был причастен к гибели Бориса. 
Историк Соловьёв С. М., считая Святополка виновником гибели братьев, в то же время предполагал, что повесть о смерти Бориса и Глеба явно вставлена в «Повесть временных лет» позже, иначе летописец не стал бы снова повторять о начале княжения Святополка в Киеве. Однако по мнению историка Левитского Н. М., летописец располагал двумя сказаниями — одно об убиении Бориса и Глеба, другое — о войнах Ярослава с Святополком, причём в обоих сказаниях рассказ начинался с захвата Киева и великого княжения Святополка. Не имея возможности составить из этих двух сказаний одно цельное повествование, летописец, закончив первый рассказ об убийстве Святополком своих трёх братьев и не умея связать с ним второй рассказ, который, также начинался событиями, непосредственно следовавшими за смертью святого князя Владимира, не мог поступить иначе, как повторить снова о вступлении Святополка на великокняжеский престол.
Историк Назаренко А. В. считал, что Сага об Эймунде источник скорее литературный, чем исторический, и эта гипотеза не может быть признана серьезно обоснованной.

## В древнерусской литературе

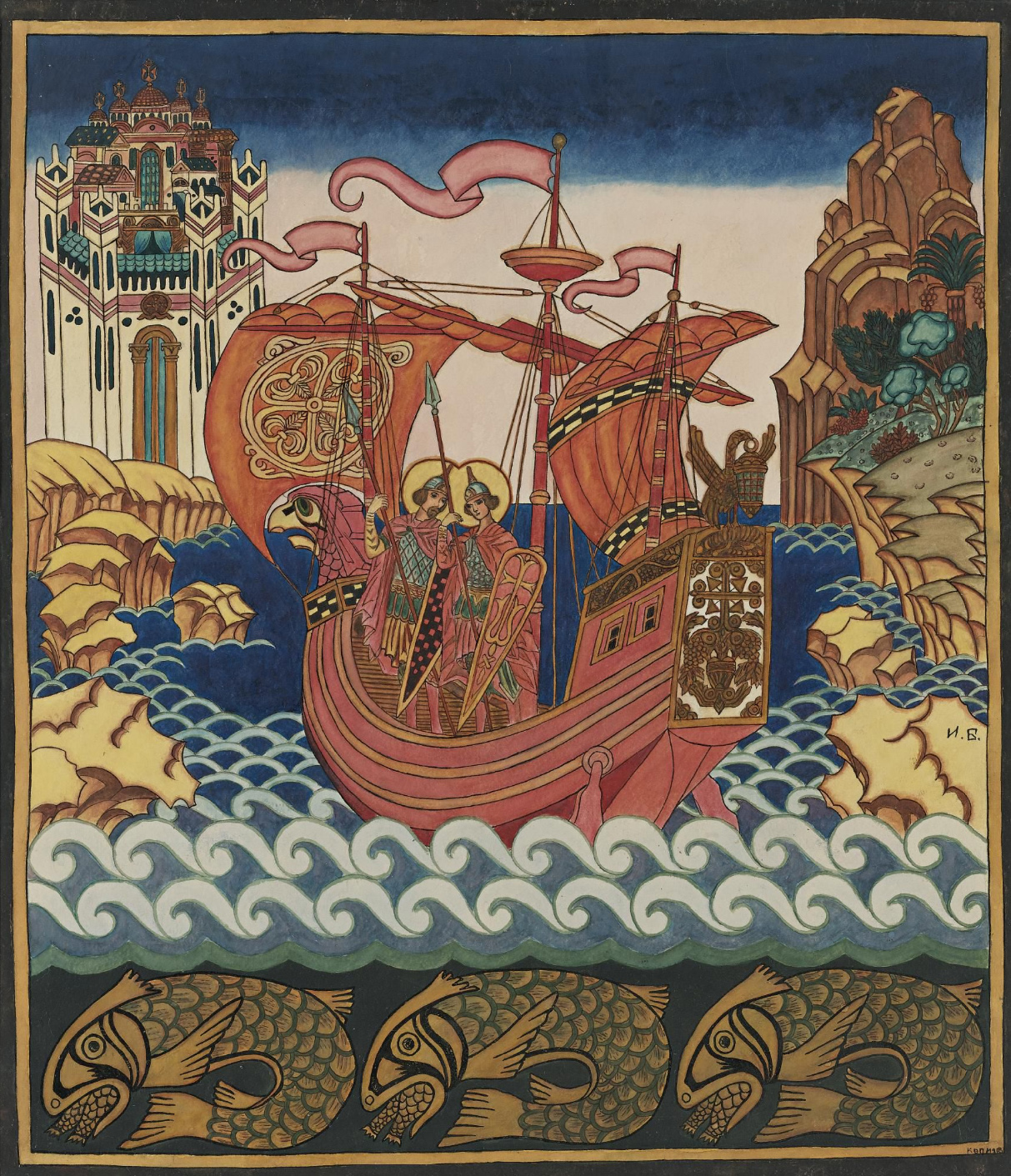
Иван Билибин «Святые Борис и Глеб на корабле»

Святые Борис и Глеб — традиционные персонажи литературных произведений агиографического жанра, среди которых особое место занимает «Сказание о Борисе и Глебе», написанное в середине XI века в последние годы княжения Ярослава Мудрого. Позднее «Сказание» дополнилось описанием чудес святых («Сказание о чудесах»), написанных в 1089—1115 годы последовательно тремя авторами. Всего «Сказание о Борисе и Глебе» сохранилось более чем в 170-и списках, а возможным автором на основании изысканий митрополита Макария и М. П. Погодина считают Иакова Черноризца.
Существует также «Чтение о Борисе и Глебе», написанное преподобным Нестором Летописцем. По мнению ряда исследователей, «Чтение» было написано раньше «Сказания», созданного, по их версии, после 1115 года на основе «Чтения» и летописного материала.
В отношении рассказов об убийстве Бориса и Глеба в древнерусских летописях существует мнение, что все они до статьи 6580 (1072 год) являются более поздними вставками, сделанными не ранее перенесения мощей братьев, описанного в этой статье. Это связано как с началом зарождения почитания святых братьев, так и с осмыслением в середине — третьей четверти XI века истории их смерти в контексте библейской заповеди «не убий» после отмены на Руси кровной мести.
С. М. Михеев полагает, что источником всех сочинений является варяжская легенда об убийстве Бориса, дополненная затем русским рассказом о гибели Глеба и о борьбе Ярослава со Святополком. На их основе была создана летописная повесть о Борисе и Глебе, а затем «Чтение» и «Сказание». По мнению А. А. Шахматова «Чтение» и «Сказание» являются результатом творческой переработки общего протографа, которым, по его мнению, является «Древнейший киевский летописный свод» второй четверти XI века.

## Почитание

### Канонизация

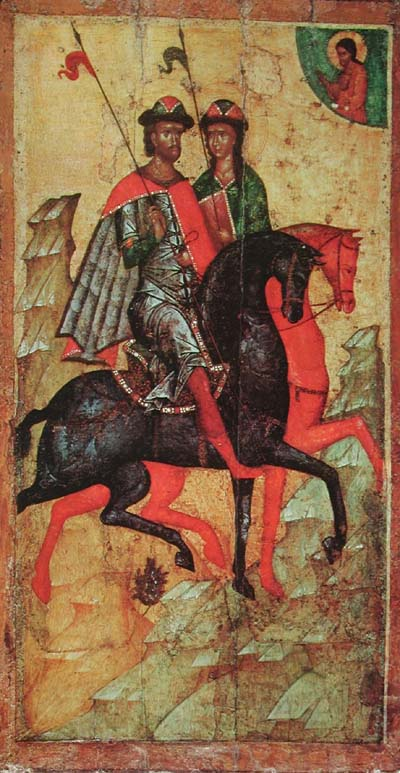
Борис и Глеб на конях
(икона XIV века, ГТГ)

Борис и Глеб считаются первыми русскими святыми, однако дата их канонизации вызывает споры:
- По мнению А. А. Шахматова это связано с перенесением около 1020 года тела Глеба с берега реки Смядыни в Вышгород и его погребением у церкви Святого Василия;
- В. П. Васильев в своём сочинении «История канонизации русских святых» (1893) также связывает начало почитания с вышеуказанным фактом, но расширяет временные рамки канонизации до 1039 года, связывая её с киевским митрополитом Иоанном I;
- митрополит Макарий (Булгаков) считает, что почитание Бориса и Глеба началось после постройки в 1021 году в Вышгороде первой деревянной церкви во имя этих святых (освящена 24 июля). Этому предшествовало открытие мощей братьев после пожара, уничтожившего церковь Святого Василия, у которой они были погребены[29].

Наиболее достоверной, по мнению исследователей (Е. Е. Голубинского, М. К. Каргера, Н. Н. Ильина, М. Х. Алешковского, А. С. Хорошева, А. Поппэ), является канонизация Бориса и Глеба, произошедшая при перенесении (либо непосредственно после) их мощей в новую каменную церковь. Эта торжественная церемония по летописным сведениям была совершена 2 мая 1072 года при участии детей Ярослава Мудрого — Изяслава, Святослава и Всеволода, а также киевского митрополита Георгия, ряда других архиереев и киевского монашества. При этом братьям сразу было установлено не местное, а общецерковное почитание, сделавшее их патронами Русской земли.
Существует версия и более поздней канонизации Бориса и Глеба — 2 мая 1115 года — когда состоялось перенесение их мощей в храм, построенный князем Изяславом Ярославичем. Эта датировка не находит поддержки у исследователей, которые указывают на присутствие имён Бориса и Глеба как святых в документах последней четверти XI века, особенности их гимнографии и факт перенесения частицы их мощей в Чехию в 1094—1095 годах.
Братья были канонизированы как страстотерпцы, что подчёркивает принятие ими мученической смерти не от рук гонителей христианства, а от единоверцев. Их мученический подвиг состоял в беззлобии и непротивлении врагам. Однако в отношении причины канонизации Е. Голубинский отмечает, что братья были канонизированы не за мученическую смерть, а по причине чудотворений, происходящих на могилах святых (особо он подчёркивает, что князь Святослав — также сын великого князя Владимира, убитый Святополком — не был канонизирован, так как был убит и погребён в Карпатских горах, и сведения о чудесах от его гроба неизвестны).
Упоминание Бориса и Глеба в списке святых в берестяной грамоте № 906 3-й четверти XI века почти совпадает со временем их канонизации.
Борис под именем Роман Русский и Глеб под именем Давид Польский входят в список святых Римско-католической церкви.
Святой Глеб считается покровителем хлебных злаков по причине созвучия слов Глеб и хлеб.

### Почитание в России

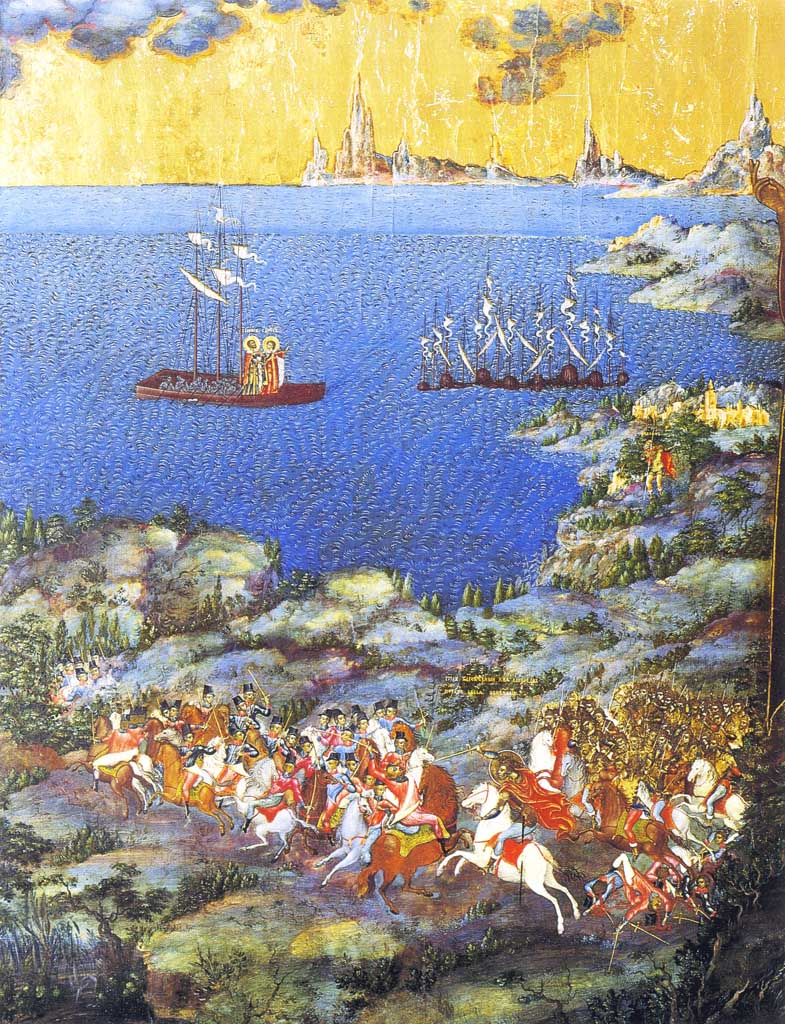
Явление Бориса и Глеба перед Невской битвой

Первоначально Борис и Глеб стали почитаться как чудотворцы-целители, а затем русские люди и преимущественно княжеский род стали видеть в них своих заступников и молитвенников. В похвале святым, содержащейся в «Сказании», их называют заступниками Русской земли и небесными помощниками русских князей:
Воистину вы — цесари цесарям и князья князьям, ибо вашей помощью и защитой князья наши всех противников побеждают и вашей помощью гордятся. Вы — наше оружие, земли Русской защита и опора, мечи обоюдоострые, ими дерзость поганых низвергаем и дьявольские козни на земле попираем.Сказание о Борисе и Глебе
Летописи полны рассказами о чудесах исцеления, происходивших у их гроба (особый акцент на прославлении братьев как целителей сделан в древнейшей церковной службе святым, датируемой XII веком), о победах, одержанных их именем и с их помощью (например, о победе Рюрика Ростиславича над Кончаком, Александра Невского над шведами в Невской битве), о паломничестве князей к их гробу (например, Владимира Володаревича, князя галицкого, Святослава Всеволодовича — князя суздальского) и т. д.
Академик Д. С. Лихачёв отмечает: «Политическая тенденция культа Бориса и Глеба ясна: укрепить государственное единство Руси на основе строгого выполнения феодальных обязательств младших князей по отношению к старшим и старших по отношению к младшим».
Знаток древнерусской культуры С. С. Аверинцев писал: «Бориса и Глеба {…} веками помнили все. Получается, что именно в „страстотерпце“, воплощении чистой страдательности, не совершающем никакого поступка, даже мученического „свидетельствования“ о вере, а лишь „приемлющем“ свою горькую чашу, святость державного сана только и воплощается по-настоящему. Лишь их страдание оправдывает бытие державы. А почему так — об этом нужно думать обстоятельно и неторопливо».

#### Дни памяти

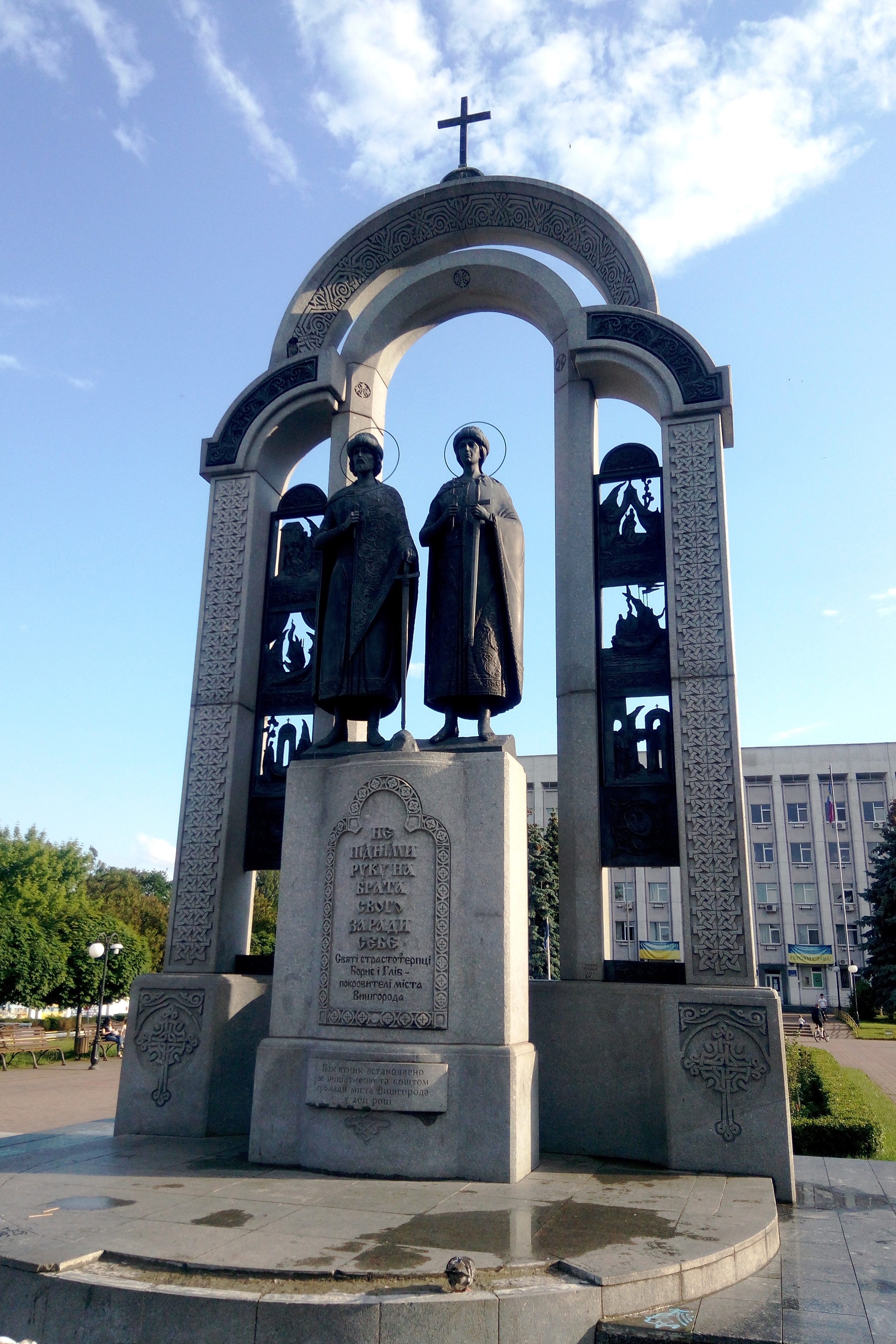
Памятник святым страстотерпцам Борису и Глебу на главной площади в Вышгороде, Украина

В честь Бориса и Глеба установлены следующие празднования (по юлианскому календарю):
- 2 (15) мая — перенесение их мощей в новую церковь-усыпальницу в 1115 году, выстроенную князем Изяславом Ярославичем в Вышгороде.
- 24 июля (6 августа) — совместное празднование святым.
- 5 (18) сентября — память князя Глеба.
- 22 сентября (5 октября) — в соборе Тульских святых[42].

Памятник Борису и Глебу у стен Борисоглебского монастыря в Дмитрове (2006 год, скульптор — А. Ю. Рукавишников)

Празднование памяти святым 24 июля с начала XII века постоянно встречается в месяцесловах (Мстиславово Евангелие, начало XII века; Юрьевское Евангелие, 1119—1128 годы; Добрилово Евангелие, 1164 год и другие). Изначально день памяти в месяцесловах относился к малым праздникам (святые со славословием), затем стал отмечаться как средний (святые с полиелеем), а со второй половины XII века этот день памяти в месяцесловах начали сопровождать знаком креста в круге, которым отмечают главные после двунадесятых церковные праздники. Остальные дни памяти реже встречаются в древнерусских месяцесловах.
Впервые все три дня памяти вместе встречаются в Московском типиконе 1610 года. В нём 2 мая положено совершать память святым с полиелеем и более торжественно, чем приходящееся на этот же день празднование памяти одного из Отцов Церкви — святителя Афанасия Александрийского. В уставе церковных служб кремлёвского Успенского собора на 2 мая указано: «Афанасию Великому, егда будет невместно вкупе пети с Борисом и Глебом, то пети в 4-й день, трезвон средней, а Борису и Глебу трезвон большой, благовест в ревут». В современных минеях Русской православной церкви на 2 мая указывается совершать святым полиелейную службу.

#### Строительство храмов и монастырей

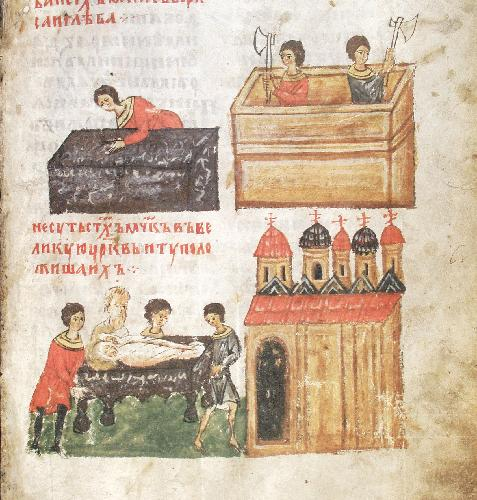
Строительство Борисоглебского храма в Вышгороде и перенесение в 1115 году мощей братьев в новый храм

Центром почитания Бориса и Глеба в домонгольский период стала церковь в их честь, построенная в Вышгороде в 1115 году. В ней, кроме мощей, хранились и другие реликвии, связанные с братьями. Среди них был меч Бориса, вывезенный в 1155 году во Владимир князем Андреем Боголюбским. Церковь была разрушена во время нашествия Батыя на Киев в 1240 году. При этом были утрачены мощи святых братьев и попытки их обрести вновь, предпринимавшиеся в 1743, 1814 и 1816 годах, не дали результата.
В 1070-е годы были построены деревянные храмы и на местах убийства братьев. Вскоре их заменили на каменные: в 1117 году на реке Альте (место убийства Бориса), а в 1145 году на Смядыни (место убийства Глеба). Уже при деревянных церквях образовались монастыри (на Альте — ранее 1073, Борисоглебский монастырь на Смядыни — не позднее 1138 года).
В честь святых братьев возникло много церквей и обителей в разных городах России. До середины XVI века летописец приводит более 20 случаев построения церквей в их честь. К древнейшим из них относятся:
- Борисоглебский собор в Чернигове (до 1123 года);
- Борисоглебская церковь в Кидекше под Суздалем (1152 год);
- Борисоглебская церковь в Полоцке (середина XII века);
- Борисоглебская церковь в Новгороде (1167 год);
- Коложская церковь в Гродно (1180—1190 годы).

В домонгольский период кроме монастырей при храмах, построенных на местах убийства братьев, были основаны обители: Борисоглебский монастырь в Торжке (1038 год) и Борисоглебский Надозёрный монастырь в Переславле-Залесском.

### Религиозные сооружения

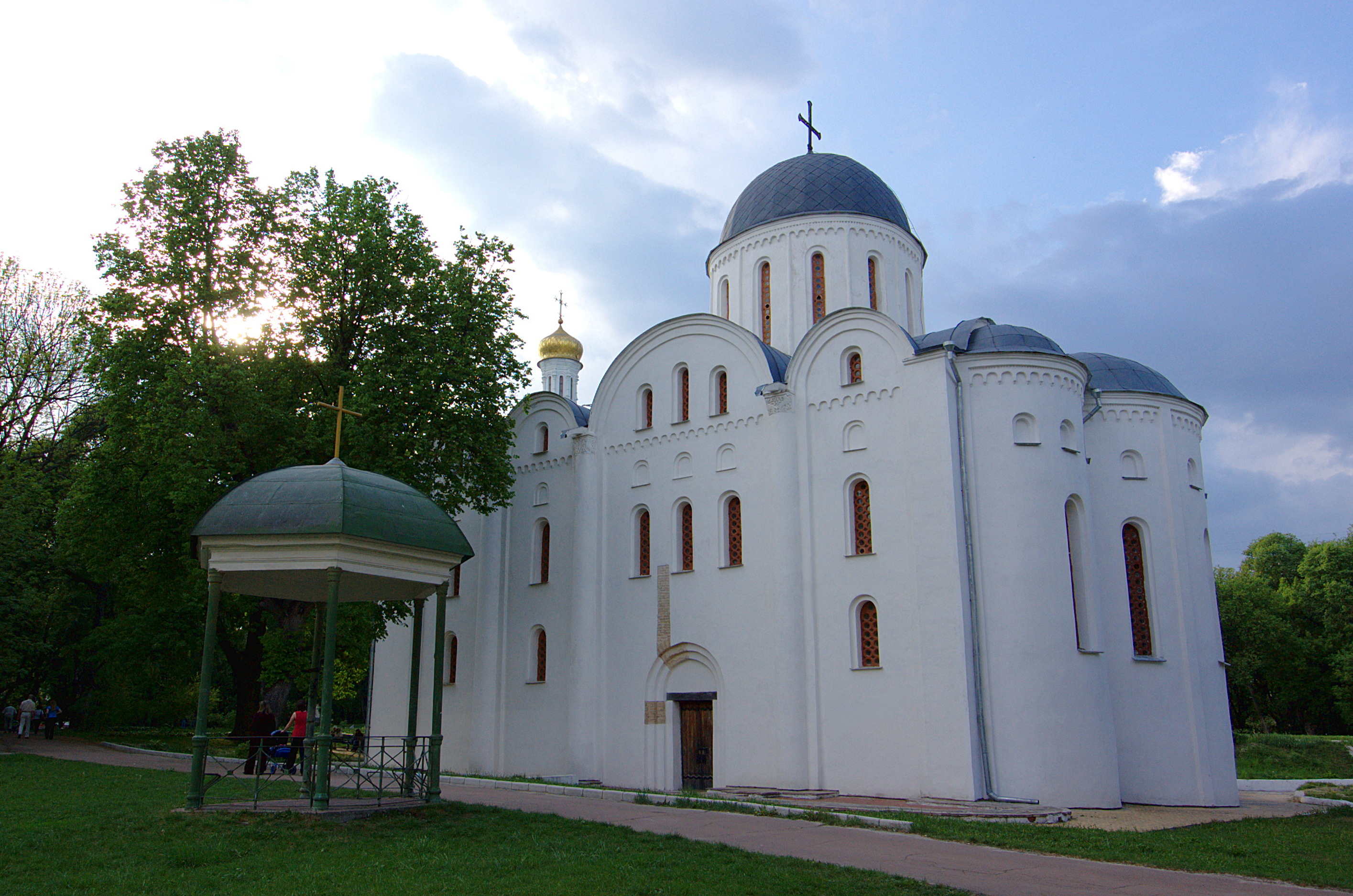
Борисоглебский собор в Чернигове
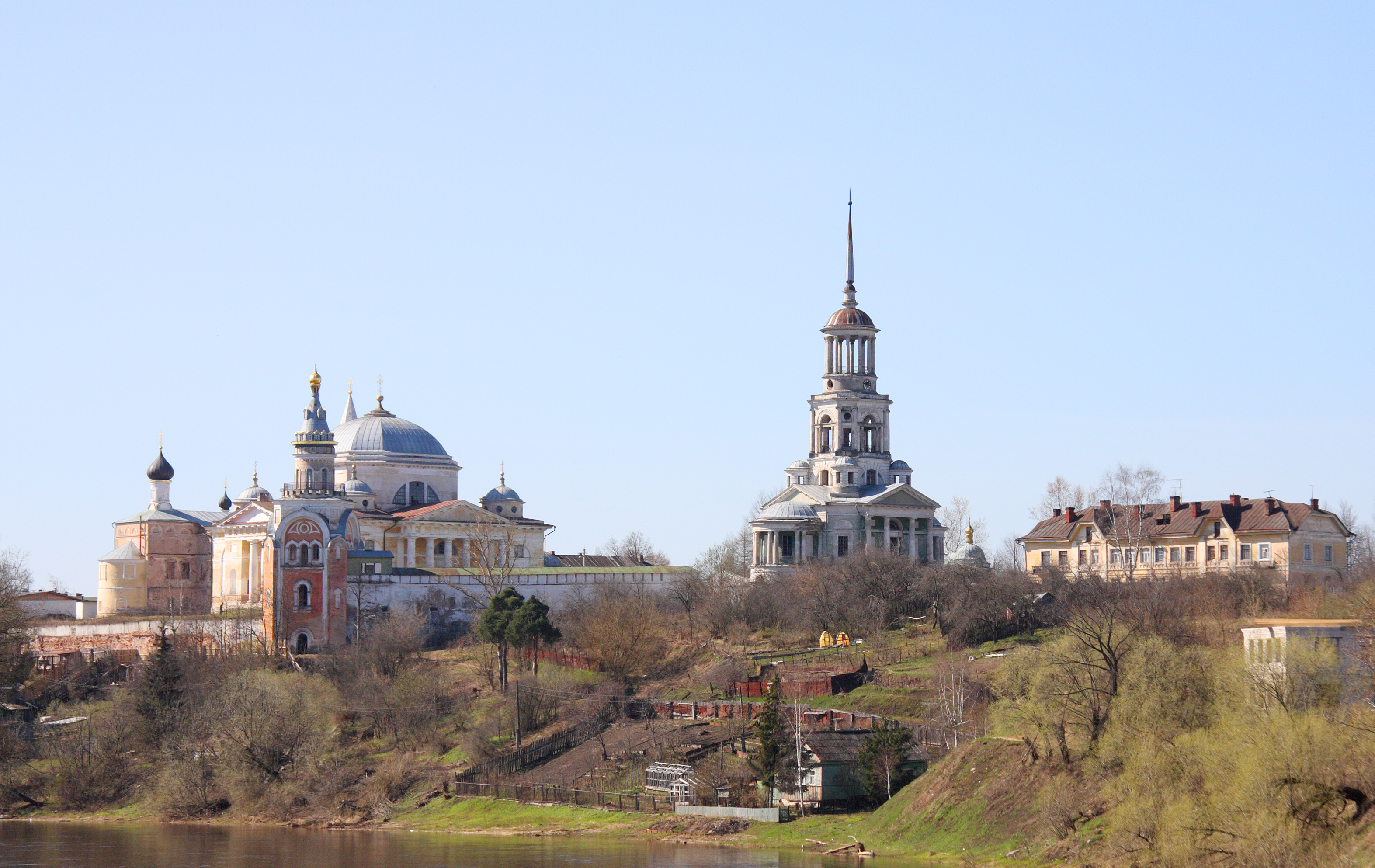
Борисоглебский монастырь в Торжке
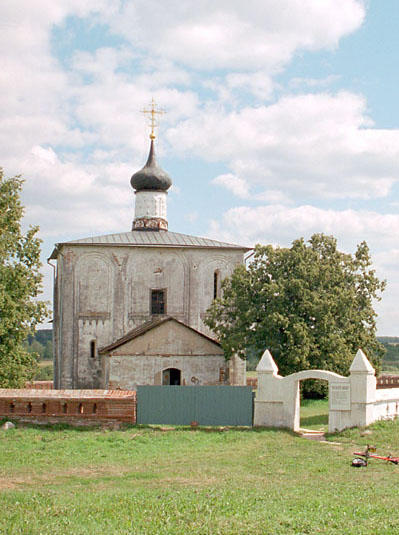
Борисоглебская церковь в Кидекше
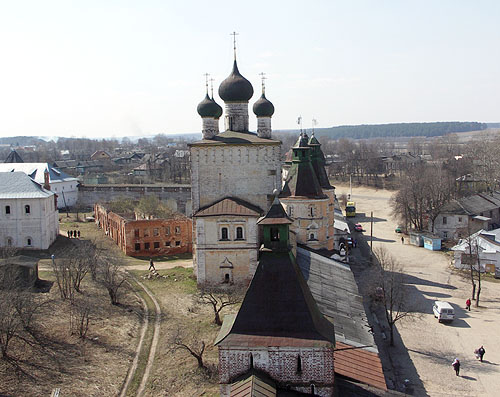
Ростовский Борисоглебский монастырь
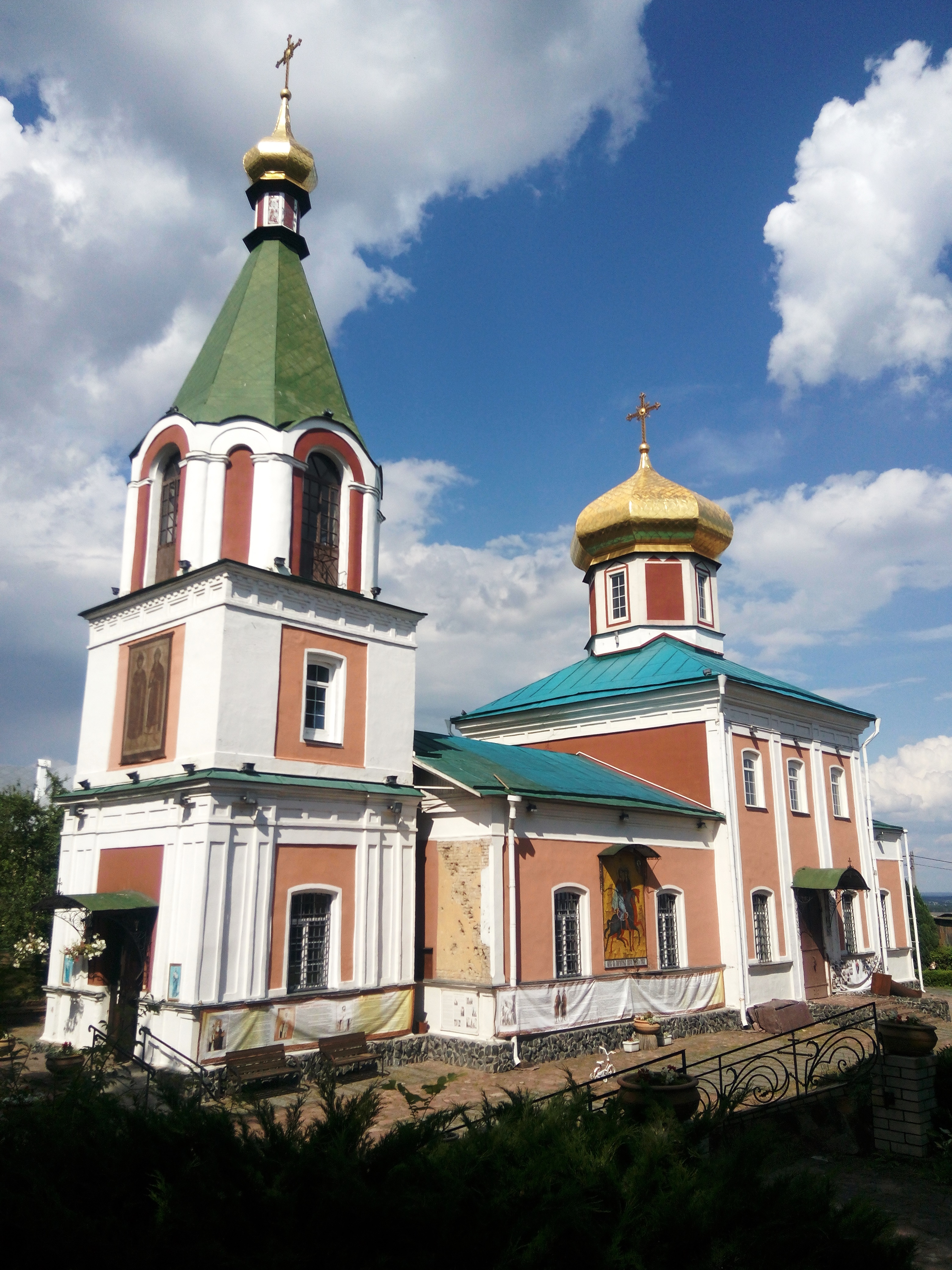
Церковь Святых Бориса и Глеба в Вышгороде, Украина

О более поздних храмах и монастырях, посвящённых святым Борису и Глебу, см. Борисоглебский монастырь и Борисоглебская церковь.

### Почитание за пределами России
Почитание Бориса и Глеба как святых в других православных странах началось вскоре после их канонизации на Руси:
- в 1095 году частицы мощей святых князей были переданы в чешский Сазавский монастырь;
- в конце XII века в греческом Прологе сурожского происхождения под 24 июля появляется приписка: τῇ αὐτῇ ἡμέρᾳ μνήμη τῶν ἁϒ[ίων] νεοφαν[έντ]ων μαρτύρων ἐν ῥωσικοῖς χώραις δα[υὶ]δ καὶ ῥωμανοῦ — «в этот день память святых новоявленных мучеников в земле Русской Давида и Романа»;
- Антоний Новгородский в своём «Сказании мест святых во Цареграде» (1200 год) сообщает об увиденной в Константинополе большой иконе с изображением святых братьев («У алтаря на правой стране… поставлена икона велика святыхъ Бориса и Глеба») и о церкви, посвящённой им («а во Испигасе граде есть церковь святыихъ мученикъ Бориса и Глеба: въ томъ граде явишася святии, и исцеления многа бываютъ отъ нихъ»). Также Антоний пишет, что местные мастера делают списки с иконы Бориса и Глеба, которые вероятно продаются при самом храме[47].
- В армянские четьи-минеи 1249 года включено «Сказание о Борисе и Глебе» под названием «История святых Давида и Романоса» (арм. Պատմութիւն սրբոց Դավթի եւ Ռոմանոսի)[48][49]. Праздник отмечался 24 июля.

Особенно широкое распространение почитание князей получило в XIII—XIV веках в южнославянских странах (особенно в Сербии). Это связано с развитием посредством Афона и Константинополя церковно-культурных связей между Русью и этими странами, а также с освобождением Болгарского и Сербского государств от власти Византии. Дни памяти святым появляются в южнославянских месяцесловах (наиболее ранние упоминание в Евангелии апракос первой половины XIII века), в кондакарах помещаются молитвы им (самый ранний пример — сербский кондакар начала XIV века), но факты посвящения этим святым храмов в Болгарии и Сербии в Средние века неизвестны.

### Гимнография
Первые песнопения Борису и Глебу появляются в конце XI века, древнейшие из них содержатся в июльской минее конца XI — начала XII века и Кондакаре при Студийском уставе, написанном в это же время. В XII веке песнопения князьям включали в себя 24 стихиры, 2 канона, 3 кондака с икосом, седален и светилен. Состав песнопений указывает на то, что они образовывали 3 службы, то есть служили для каждого из дней памяти святых. Согласно указанию в минее первой половины XII века, автором службы братьям является киевский митрополит Иоанн.
Несмотря на обширный состав песнопений Борису и Глебу, в домонгольский период их помещали только под 24 июля (для праздника 2 мая в этот период приводился лишь один кондак). Первые тексты служб на 2 мая появляются в конце XIV века и составлены из ранее известных стихир. Новые стихиры для данного праздника появляются в XV века и связываются с творчеством Пахомия Логофета. В XV—XVI веках из песнопений исчезает упоминание убийцы братьев — князя Святополка.
На рубеже XI—XII веков появляются паремийные чтения святым, которые являются нетипичными для византийского обряда — вместо библейских чтений использованы проложные сказания о святых, хотя и называемые в традиционной форме «От Бытия чтение». В тексте паремий есть аллюзии на отрывки из Ветхого Завета, но основу составляют поучение о любви и ненависти между братьями (1-я паремия), история убийства Бориса и Глеба и войны Ярослава со Святополком (2-я и 3-я паремии). В XVII веке эти паремии были замены традиционными библейскими, включаемые в службы мученикам.
| Святой Борис | Тропарь Борису и Глебу Мученическою кровию порфиру окропивше светло, украшени предстоите, страдальцы славнии, Царю Безсмертному, и, венцы славы от Него приимше, молитеся стране нашей подати на враги одоление и душам нашим велию милость. | Тропарь на перенесение мощей Днесь церковная расширяются недра, приемлющи богатство Божия благодати, веселятся русстии собори, видяще преславная чудеса, яже творите приходящим к вам верою, святии чудотворцы Борисе и Глебе, молите Христа Бога, да спасет души наша. | Святой Глеб |

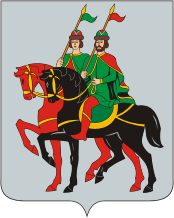
Герб Борисоглебского района Ярославской области

### Населённые пункты
В честь Бориса и Глеба был назван ряд населённых пунктов:
- Борисполь (известен с начала XI века, своё современное название в честь святого Бориса получил в начале XVI века);
- Город Динабург (ныне Даугавпилс, Латвия) в 1657—1667 годах носил название Борисоглебов[51];
- Борисоглебск (1698 год);
- Тутаев — образовался из слияния городов Романова и Борисоглебской слободы, в 1882—1918 годах носил название Романов-Борисоглебск;
- Посёлок Борисоглебский в Ярославской области (центр одноимённого района) возник вокруг Борисоглебского монастыря, основанного в 1363 году;
- Посёлок Борисоглебский в Мурманской области, построенный для персонала Борисоглебской ГЭС, получил название по местности, в которой находилась церковь Бориса и Глеба.

## Иконография

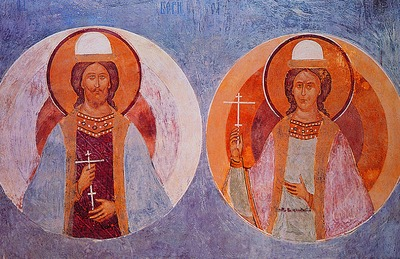
Борис и Глеб (фреска собора Рождества Богородицы Ферапонтова монастыря, Дионисий 1502—1502 годы)

О первом факте написании образа святых братьев сообщает Нестор в своём «Чтении о святых Борисе и Глебе» и связывает это с указанием Ярослава Мудрого:
Повелѣ же и на иконѣ святою написати, да входяще вернии людии въ церковь ти видяще ею образъ написанъ, и акы самою зряще, ти тако с верою и любовию покланяющеся има и целующе образъ ею.
Однако исследователи отмечают, что до 1070-х годов иконография святых не выработалась, их образов нет в Софийском соборе Киева, не сохранились печати с их изображениями. Среди произведений XI — первой половины XII веков образы Бориса и Глеба сохранились на произведениях «малых форм» (кресты-мощевики и т. п.), что связывают с почитанием князей как целителей и покровителей заказчика изделия.

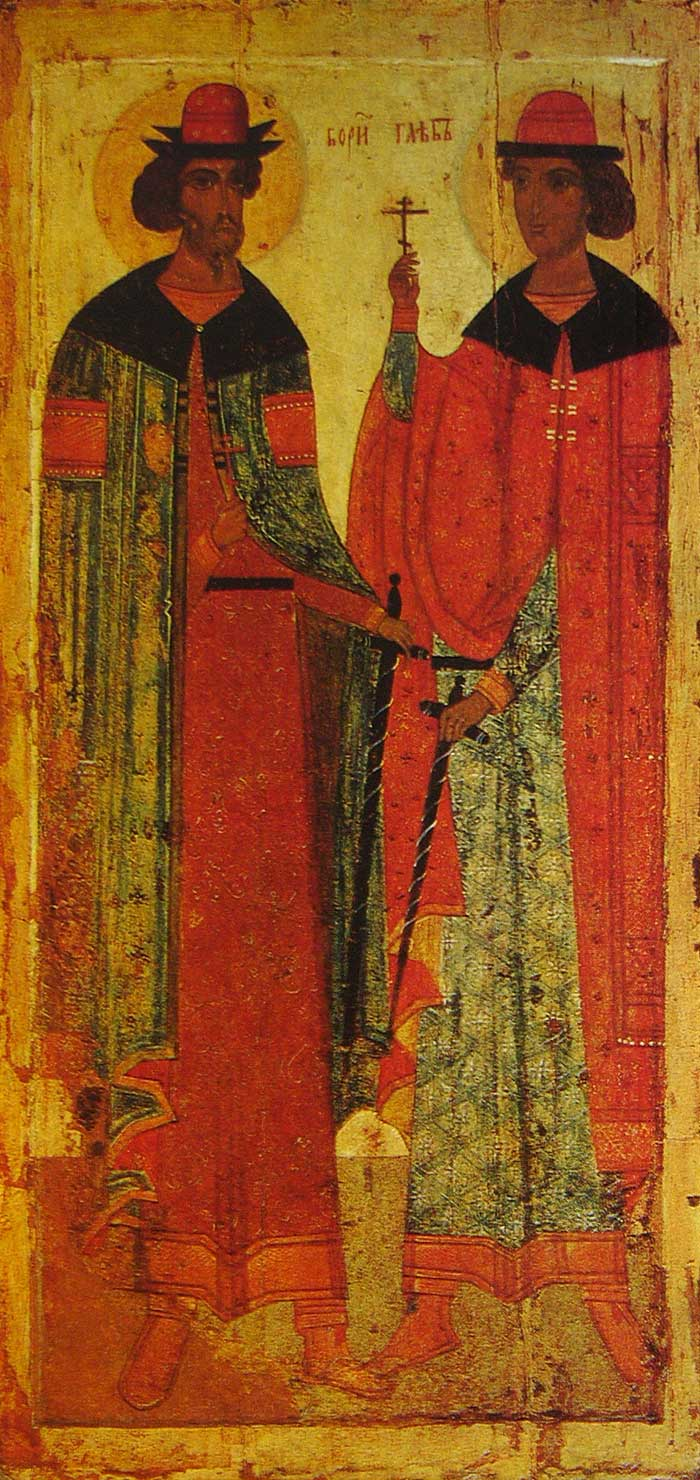
Борис и Глеб (икона Ростово-Суздальской школы, XV век)

Святые братья обычно представлены на иконах вдвоём, в полный рост. Их изображают в княжеских одеждах: круглых шапках, отороченных мехом, и плащах, в руки помещают мученический крест или крест с мечом, указывающий на их происхождение и воинскую славу. Данные о внешности Бориса сохранились в Сказании о Борисе и Глебе, написанном не позднее 1072 года: 
Телом был красив, высок, лицом кругл, плечи широкие, тонок в талии, глазами добр, весел лицом, возрастом мал и ус молодой еще был.
О внешности Глеба таких сведений нет, и его, как младшего брата, изображают юным, безбородым, с длинными волосами, спадающими на плечи. На иконах XV—XVI веков традиционным становится изображение святых во фронтальных одинаковых позах, на некоторых иконах фигурам предают излишнюю удлинённость, чтобы подчеркнуть внешнюю хрупкость. Также братьев изображают в небольшом развороте друг к другу, изображая их беседу.
В 1102 году раки с мощами святых братьев по указанию Владимира Мономаха покрыли серебряными позолоченными пластинами. После перенесения мощей в новую церковь он повелел украсить их рельефными изображениями святых: «Исковав бо сребрьныя дъскы и святыя по ним издражав и позолотив» — эти изображения стали основой для редких одиночных изображений Бориса и Глеба.
Житийные иконы Бориса и Глеба известны со второй половины XIV века: в их клеймах иконописцы подчёркивают смирение и кротость братьев, их христианскую любовь к ближним, готовность к мученичеству, а также помещают изображения чудес, приписываемых им. Академик В. Н. Лазарев, описывая житийную икону Бориса и Глеба московской школы XIV века, пишет:

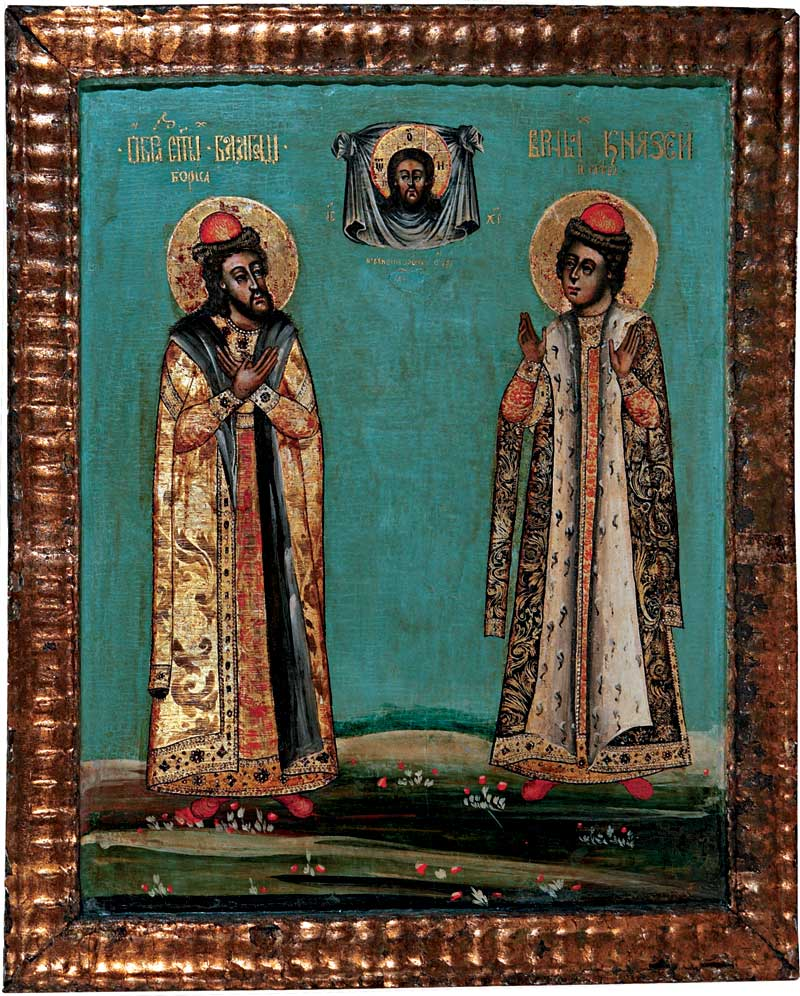
Святые князья Борис и Глеб (вторая половина XVIII века)

Самой сильной частью иконы являются лица Бориса и Глеба. В них есть подкупающая доброта и мягкость. Художник стремился подчеркнуть идею жертвенности, красной нитью проходящую через всё «Сказание о Борисе и Глебе»…

В после монгольский период в иконографии Бориса и Глеба появляется позднеантичная и византийская традиции изображения святых на конях, возникшая под влиянием образов святых Сергия и Вакха, Георгия Победоносца, Димитрия Солунского и других. В этом проявляется заступническая и воинская функция культа этих святых.
Известны иконы, отражающие представление о Борисе и Глебе как о защитниках и покровителях городов (например, икона начала XVIII века, написанная в память о спасении от пожара города Каргополя, приписываемому заступничеству братьев). Для них характерно изображение святых в молении к облачному Спасу (образу Иисуса Христа в небе). На одной из таких икон второй половины XVIII века одежда братьев прорисована киноварью, символизирующей как пролитую ими кровь, так и багряницу Христову.

## Образ в искусстве

### В литературе
- Борис Тумасов. Исторический роман «Борис и Глеб: Кровью отмытые»;
- Борис Чичибабин. Стихотворение «Ночью черниговской с гор араратских…»[56];
- Иосиф Бродский. Стихотворение «Набросок» (1972)[57];
- Леонид Латынин. «Русская правда» (романы «Жертвоприношение» и «Берлога»). Романный образ Бориса не соответствует ни житийному, ни летописному.
- Войсковой подьячий Фёдор Порошин. «Повесть об Азовском осадном сидении донских казаков» (1641—1642)[58].
- Олег Охапкин. Стихотворение «В ночь на невскую сечу» (1971).

### В кино
- «Сага древних булгар. Лествица Владимира Красное Солнышко» (2004) — в фильме рассматривается версия того, что братья Борис и Глеб являлись сыновьями Владимира от «болгарыни» — сестры эмира Волжской Булгарии.